# デアリングタクト
デアリングタクト（欧字名:Daring Tact、2017年4月15日 - ）は、日本の競走馬・繁殖牝馬。主な勝ち鞍は2020年の桜花賞、優駿牝馬、秋華賞。
2020年に、史上6頭目となる牝馬三冠を達成した（無敗での牝馬三冠は史上初）。2020年度のJRA賞最優秀3歳牝馬。
長岡一也は2020年のジャパンカップの際に「派手さはなくとも勝負強い馬」と評している。

## デビュー前
父・エピファネイアは現役時代、2013年の菊花賞、2014年のジャパンカップ等に勝利し、2015年に引退して種牡馬入りした。2017年生まれの本馬は初年度産駒である。
母・デアリングバードは社台ファーム生産で、社台サラブレッドクラブより一口馬主として募集されたが1戦しただけで現役を引退。ジェイエス繁殖馬セールに上場され、北海道日高町にて夫婦二人が営む長谷川牧場が360万円（消費税込388万8000円）で落札した。デアリングバードの母・デアリングハートは牝馬限定重賞3勝を挙げており、2005年に出走した桜花賞（3着）ではエピファネイアの母であるシーザリオ（2着）とも対戦している。
本馬は2017年4月15日に、母の第2子として誕生  、長谷川牧場で同じ年に生産された5頭の内の1頭である。小柄な馬であったという。7月には「デアリングバードの2017」としてセレクトセール当歳市場で売りに出されたが、800万円でも買い手がつかずに主取りとなった。
2018年4月、生産者である長谷川牧場は、1歳になった「デアリングバードの2017」を苫小牧市にあるパイオニアファームへ育成・調教のため預託した。パイオニアファームの場長は、放牧地での動きが目立っていたことから「これは走る」と思ったという。預託当初368キログラム (kg)だった馬体は、3か月半で428キロまで大きく成長した。7月、「デアリングバードの2017」は、セレクトセール1歳馬セールで上場。1200万円（消費税込1296万円  ）でクラブ法人を運営する有限会社ノルマンディーファーム（ノルマンディーサラブレッドレーシング参照）が落札した。
落札した有限会社ノルマンディーファームの母体である岡田スタッドグループの方針で、1歳時には北海道えりも町の敷地で昼夜放牧が行われ、過酷な環境で基礎体力が養われた。その後、新ひだか町のノルマンディーファームに移り、本格的な騎乗調教が開始された。2歳春になると坂路での併せ馬も行われたが、乗り手のスタッフがスピードを制御しきれずに落馬したこともあったという。ノルマンディーファームの岡田壮史は、調教について前向きであり、加えて大きなストライドに由来する、「グッとくる手応え」に騎乗するスタッフが好感触を得ていると語っている。
ノルマンディーサラブレッドレーシングは、栗東の杉山晴紀所属予定馬として、一口4万4000円、総口数400口、総額1760万円で募集を行った。デビューにあたり、馬名は父と母の名前からの連想で「大胆な＋Tactics（戦法）」を意味する「デアリングタクト」(Daring Tact)と命名された。

## 競走馬時代

### 2歳（2019年）
7月、福島県のノルマンディーファーム小野町で2か月間鍛えられた後、京都府の宇治田原優駿ステーブルを経由し、10月上旬、栗東トレーニングセンターの杉山晴紀厩舎に入厩する。杉山の評価は「手がかからない優等生タイプ」で性格も素直であったという。ゲート試験を一発合格し、11月16日に行われた京都競馬場芝内回りの1600メートルの新馬戦でデビューとなる。松山弘平を鞍上に単勝2番人気で出走。良いスタートとなったが、あえて控えて中団を追走。最後の直線で外に持ち出しそのまま突き抜けてデビュー勝ちを果たした。長谷川牧場にとって、この勝利は2016年のディスピュート以来約3年ぶりの中央競馬での産駒勝利となっている。

### 3歳（2020年）
3歳始動戦となる2月8日のエルフィンステークス（リステッド競走・1600メートル）では、単勝4.8倍の3番人気でレースを迎えた。杉山晴紀調教師によると、発馬機に入る前に興奮してしまったといい、スタートで立ち遅れて1馬身の不利があって後方の位置取りとなった。しかし最終コーナーから進出し、直線を向くと、一番外から一気に差し切り、後続に4馬身差をつけて勝った。直線のゴール前残り200メートルでは11.4秒の瞬発力を発揮してもなお、鞍上の松山騎手はまだ余裕があったという。走破タイム1分33秒6は、2007年のウオッカの記録を0.1秒上回り、2020年の1月から2月の京都競馬場で行われた同距離（芝・外回り1600メートル）の全競走のなかで最も速く、古馬や牡馬が出走する京都金杯 (GIII)やシンザン記念 (GIII)をも上回っていた。この勝利によりクラシック候補としての注目を集めることになった。
杉山調教師は、デアリングタクトの課題として「繊細なので気が入りやすい」と述べ、テンションが上がりやすいと指摘した。このため、エルフィンステークスの後は4月12日の桜花賞へ直行することとなった。

#### 一冠目・桜花賞
この年の桜花賞戦線は、主要な前哨戦で本命馬がことごとく敗れた。
| 開催日     | 競走名             | 格   | 競馬場・ 距離 [m] | 優勝馬             | 優勝馬 | 1番人気馬        | 1番人気馬 |
| 開催日     | 競走名             | 格   | 競馬場・ 距離 [m] | 馬名               | 人気順 | 馬名             | 着順      |
| ---------- | ------------------ | ---- | ----------------- | ------------------ | ------ | ---------------- | --------- |
| 2019.12.08 | 阪神JF             | GI   | 阪神1600          | レシステンシア     | 4      | リアアメリア     | 6着       |
| 2020.02.15 | クイーンカップ     | GIII | 東京1600          | ミヤマザクラ       | 2      | ルナシオン       | 10着      |
| 2020.03.07 | チューリップ賞     | GII  | 阪神1600          | マルターズディオサ | 4      | レシステンシア   | 3着       |
| 2020.03.15 | フィリーズレビュー | GII  | 阪神1400          | エーポス           | 5      | カリオストロ     | 4着       |
| 2020.03.15 | アネモネステークス | L    | 中山1600          | インターミッション | 6      | バルトリ         | 7着       |
| 2020.03.20 | フラワーカップ     | GIII | 中山1800          | アブレイズ         | 12     | シーズンズギフト | 3着       |

このため「確たる主役がでてこない」（週刊競馬ブック）、「混戦必至」（中日スポーツ）、「Intriguing Rivalry Brews（興味をそそられる有力馬の多い混戦）」（ブラッド・ホース）などと報じられた。前哨戦の勝ち馬のうちアブレイズは優駿牝馬へ直行となったものの、阪神ジュベナイルフィリーズ上位3頭が揃ったほか、グレード競走勝ち馬8頭にリステッド競走勝ち馬が3頭と、有力各馬が揃った。このうち前年の2歳チャンピオンであるレシステンシアが単勝3.7倍の1番人気、デアリングタクトは単勝4.2倍の2番人気となった。
折しもこの頃は、新型コロナウイルスのパンデミックが日本国内でも本格化し、全ての公営競技で無観客開催措置が取られていた。加えて桜花賞当日の4月12日は朝から雨が降り止まず、開始時点で「良」だった馬場状態は、11時46分に「稍重」、14時34分に「重」馬場と悪化した。出走馬の多くは道悪経験に乏しく、重馬場への適否は未知数だった。「週刊競馬ブック」ではデアリングタクトの道悪適性について、「末脚の切れが持ち味なので渋らないほうがいいだろう」と予想していた。同誌の長岡利幸は、各馬の適性は「神のみぞ知る」だが、デアリングタクトに関しては、「ひょっとしたら最も被害を受けるかもしれない」と予想していた。「レーシング・ポスト」誌のMark Boylanも、鋭い決め脚が武器なので雨で柔らかくなった馬場は懸念があった、としている。
スタートするとすぐに内枠からスマイルカナが先頭に立った。阪神ジュベナイルフィリーズを逃げ切り勝ちしていた1番人気レシステンシアは、今回は逃げずに3番手から2番手につけ、第3コーナー付近ではスマイルカナから半馬身差まで接近した。この2頭が先行した前半1000メートルの通過タイムは58秒0と、道悪を考慮するとかなり厳しいペースで、「雨の中の消耗戦」となっていった。
デアリングタクトは18頭中12、3番手の中団に待機した。最終コーナーをまわって直線を向くと、先行2頭のスマイルカナとレシステンシアが後続を離した。直線の半ばまでは両馬による激しい競り合いとなり、坂を登りきってゴールまで残り200メートルのあたりで、レシステンシアが懸命に粘るスマイルカナをわずかにリードした。一方、後方にいたデアリングタクトは、アウトコースをまわって直線を向いた時点ではまだ12番手で、先頭をゆく2頭まではおよそ8馬身もの差があった。道悪の影響でどの馬も脚色が鈍り、レース全体の200メートル毎のラップタイムは最終盤で12.6秒・13.8秒となり、「今どきの競馬ではまれな」タフな流れで、差し馬が伸びない展開になった。
しかしデアリングタクトは唯一頭だけ末脚を伸ばし、外から差を詰めるとゴール前 30 m ないし 40 m にてレシステンシアを捉え、そのまま一気に1馬身半差をつけて優勝した。
デビューから3戦目での桜花賞制覇は、1946年に2歳戦が始まって以降では、キャリア最少タイ記録で、1948年のハマカゼ、1980年のハギノトップレディ以来で、40年ぶり史上3頭目である。また、無敗での桜花賞制覇は2004年のダンスインザムード以来16年ぶり。
主戦騎手松山弘平は、G1優勝は2017年皐月賞 (アルアイン)以来で、桜花賞は初勝利。2016年10月開業の調教師の杉山晴紀、馬主のノルマンディーサラブレッドレーシング、生産者の長谷川牧場は、いずれもG1初勝利。
父馬のエピファネイアにとっては、これが産駒による重賞初優勝。グレード制導入後の1984年以降に限定すると、新種牡馬の初年度産駒が桜花賞を勝つのは、ロードカナロア産駒アーモンドアイ（2018年）以来、史上6頭目。血統表中にサンデーサイレンスのインブリードをもつ馬がG1競走を制したのは初。

#### 二冠目・優駿牝馬
続く優駿牝馬（オークス）は桜花賞で2着に下したレシステンシアこそNHKマイルカップに向かったため不在だったが、ミヤマザクラ、クラヴァシュドールらの桜花賞出走組に加え、2戦2勝のスイートピーステークス勝ち馬デゼル等の別路線組も集まった。前走から800mの距離延長、デビュー以来初のマイル以外の実戦だったものの、オークス史上5番目に低い単勝1.6倍、単勝支持率47.5%という圧倒的1番人気に支持された。レース本番、道中は12番手付近と後方に位置取り、直線に向き狭い馬群を割って抜け出すとオークス史上最速の上がり33秒1の鋭い伸び脚を見せ、内から押し切りを図るウインマリリンらを交わして快勝、デビューから無傷の4連勝で牝馬二冠を達成した。桜花賞・優駿牝馬の連勝による牝馬二冠は2018年のアーモンドアイ以来2年ぶり史上15頭目で、無敗での牝馬二冠は1957年のミスオンワード以来63年ぶり史上2頭目の快挙となった。

#### 三冠目・秋華賞
優駿牝馬（オークス）のあと、デアリングタクトはひとまず宇治田原優駿ステーブル（京都府）に移り、それから馬体の成長を狙ってノルマンディーファーム（北海道新ひだか町）へ放牧に出され、3週間を休養にあてた。
休養後は福島県田村郡小野町にあるテンコー・トレーニングセンターやノルマンディーファームでトレーニングを再開し、8月8日に宇治田原優駿ステーブルに帰厩した。この時点では、秋華賞へ直行するのか、それとも前哨戦のローズステークスで始動するかは未定だった。
8月29日、馬主のノルマンディーオーナーズクラブから、10月18日の秋華賞へ直行することが発表された。杉山調教師は、前哨戦を使わないほうが「いいパフォーマンスを発揮できる」と判断したという。9月2日に栗東へ帰厩したデアリングタクトは、杉山調教師の目論見通り馬体が成長しており、490kgあまりになって戻ってきた。春は466kg前後で走っていたので、単純計算すると20kgほど馬体が成長したことになる。
こうして、デアリングタクトは「青写真通り」に、休養明けぶっつけで、中央競馬では史上初となる無敗での牝馬三冠達成に挑むことになった。この年は春から新型コロナウイルス感染症 (COVID19)の世界的流行の影響を受けて、無観客での競馬開催が続いていた。が、制限付きながら、秋華賞当日は競馬場に観客が入ることになった。この年は皐月賞と東京優駿を勝利したコントレイルが無敗でのクラシック三冠達成に王手をかけており、「double triple（無敗の三冠馬2頭）」の実現にむけての期待が高まった。前哨戦を走らずに休養明けで本番に臨むことについては、2018年（アーモンドアイ）と2019年（クロノジェネシス）と2年連続で同様のスケジュールで優勝馬が出ていて、杉山調教師も「この馬は問題ないと思っています」と述べ、「不安や疑問を差し挟む声はほとんど聞かれない」（集英社「Sportiva」新山藍朗）・「不安は見当たらず」（産業経済新聞社サンケイスポーツ川端亮平）と報じられている。10月18日の秋華賞の1週間前の時点で、馬体重は482kgで、前走の優駿牝馬のときと較べると16kg増だった。松山騎手は「馬体重が増えてパワーアップした」と言い、レース前に興奮して入れ込む悪癖もいくらか改善しているようだとした。
前哨戦の紫苑ステークスはマルターズディオサが勝ち、ローズステークスはリアアメリアが勝ってきたものの、いずれもデアリングタクトが春に退けた相手ばかりだった。夏の間に力をつけてきた「新興勢力」にも目ぼしい強敵は見当たらず、競馬作家の新山藍朗（集英社「Sportiva」）は、三冠達成を脅かすライバルはいない、とした。新山は、無理に「不安材料」を見つけるとしたら、秋華賞が行われる京都競馬場の「内回り2000メートル」というコース設定が、不測の状況が生じやすい「トリッキーなコース」である点だと指摘した。
秋華賞の前日に降雨があり、10月18日の秋華賞当日は、朝から芝コースは「重」馬場となった。晴天により秋華賞の発走までに馬場は「稍重」まで回復した。デアリングタクトの単勝倍率は1.4倍の圧倒的支持となった。
休み明けのデアリングタクトは体重が14kg増えていた。デアリングタクトは発走前のパドックからテンションが高く、杉山調教師の想定以上に馬が興奮しており、「正直、ヤバイんじゃないかと思った」という。陣営は、デアリングタクトにメンコを装着し、発走前にメンコをはずしたのだが、発馬機に入る直前まで興奮している様子だった。
スタートのタイミングでデアリングタクトは前肢を上げてしまい、1馬身ほど立ち遅れた。前半はそのまま後方で追走し、向こう正面を少し過ぎたあたりから、他馬に阻まれて進路を失わないように注意しつつ、徐々に前へ進出をはじめた。最終コーナーをまわるときは左手前で走ってしまい、やや外にふくらんでしまった。直線をむくと、残り200メートルのあたりで手前を直して先頭にならびかけ、残り100メートルのあたりで抜け出して先頭に立った。デアリングタクトの内外両側から追いすがる馬がいたものの、最終的に2着に1馬身1/4の差をつけてゴールした。走破時計は2分00秒6で、これは過去10年と比較して最も遅いものだった。	
この勝利で、中央競馬では史上初となる、無敗での牝馬三冠達成となった。これは「歴史的偉業」（NHKニュース）、「大偉業」（谷川善久）などと報じられた。松山騎手と杉山調教師はともに秋華賞初勝利となった。

#### 第40回ジャパンカップ
2020年11月29日、東京競馬場で行われた第40回ジャパンカップには同年の天皇賞（秋）を制して八冠馬となったアーモンドアイと無敗のクラシック三冠馬コントレイルの参戦により史上初めて同一レースに三冠馬が3頭出走することで注目を集めた。デアリングタクトはアーモンドアイ、コントレイルに次ぐ3番人気に支持され、レースでは道中7番手を進み、4コーナーでは外へ出したが直線残り400m付近では外側からコントレイルにかぶせられ、さらに内にもたれたことで追走が遅れたが、そこからもう1度加速する粘りでアーモンドアイ、コントレイルに次ぐ3着となった。レース後に鞍上の松山と調教師の杉山は直線で内にもたれたことを課題に挙げた。

### 4歳（2021年）
2021年1月、2020年度のJRA賞最優秀3歳牝馬に記者投票満票で選出された。
同年2月、香港・沙田競馬場で行われるクイーンエリザベス2世カップ（4月25日）に予備登録を行ったことが発表された。
古馬初戦には3月14日に中京競馬場で行われる金鯱賞（GII・芝2000m）を選択した。参戦理由として陣営は厳寒期のレースは避けたかったことと「左回りで真っすぐ走れるか見たい」ことを挙げた。レースではグローリーヴェイズやキセキといったG1馬がいるなかで単勝1.4倍の1番人気に支持され、1枠1番から出走して道中は6番手を進み、直線では外に持ち出して追い込んだが先頭の10番人気ギベオンを捉えきれず、2着に敗れた。
4月25日、香港・沙田競馬場で行われたクイーンエリザベス2世カップ（GI・芝2000m）では1番人気に支持され、最内枠からスタートして前から3頭目をインコースでロスなく進んだが、最後の直線では日本馬のラヴズオンリーユーに競り負け、さらにゴール前では同じく日本馬のグローリーヴェイズに交わされ、初の海外挑戦は3着に終わった。鞍上の松山は「敗因は分からないですが、勝った馬が強かったです」と述べ、調教師の杉山は「積極的なレースをしたことは今後につながる」と述べた。
帰国後は6月の宝塚記念に出走が予定されていたが、クイーンエリザベス2世カップ出走時に右前肢繋靱帯炎を発症していたことが明らかになり休養に入ることになった。

### 5歳（2022年）
復帰戦としてヴィクトリアマイルに出走することを表明した。その後は宝塚記念を予定しているという。デアリングタクトの状態について、岡田牧雄は「脚元も大丈夫で、ブランク明けというイメージはないと聞いています」と述べた。
5月15日、前年のクイーンエリザベス2世カップから中384日となるGIヴィクトリアマイルに出走。馬体重22キロ増・5番人気で迎えた東京1600mコースでのレースでは、先団内目を追走。最内を選択した最後の直線では、伸びきれずに6着に敗れた。デビューしてから初めて複勝圏内・掲示板内を外す結果になった。鞍上の松山弘平は「最後までよく頑張ってくれました。一年以上の休み明けでここまで走ってくれました。馬が頑張ってくれましたし、ここまで携わった全ての人に感謝したいです。これを機に無事に行って一緒に歩んでいけたら良いなと思います」とコメントした。
次走としてオールカマーに出走することを表明した。当日は馬場状態が「良」。レースがスタートし、スタート直後は先団内目を追走。3コーナー地点で、先頭の外目を追走しており4コーナーを回っても、先頭集団の外にいた。しかし、最後の直線でその末脚が生かされることはなく、後ろからのジェラルディーナに差し込まれ6着に沈んだ。9月27日に放牧に出された。
11月13日のエリザベス女王杯においては一番人気に支持されたものの、大混戦の影響を受けそのオッズは4.3倍であった。当日の天気は雨であり重馬場であった。道中は中団インを追走。手応えよく勝負どころを迎え、直線も進路を確保したが、ナミュール と並んで脚は見せたものの、ラスト１００メートルで勢いが鈍って脱落してしまい6着と大敗。鞍上の松山弘平は「一番人気の期待に応えられず申し訳ありません」と頭を下げ、「大外の馬が勝ったように外有利の馬場。最後まで頑張って一生懸命走ってくれました」と馬場を敗因のひとつに挙げながらも頑張りを称えた。
その後中1週で迎えた11月27日のジャパンカップにおいては、短期免許を取得していたトム・マーカンド騎手との初コンビで挑んだが、内に密集した馬群をスムーズにさばけず、能力をフルに発揮したとは言い難いレース展開であり、結果は4着であった。マーカンド騎手は「直線で前が開かなかったことに尽きますね。一瞬、開いて入れそうだったがすぐに閉まってしまった。外を回さざるを得なかったし、あと３０メートルあれば結果は違っていたかも。でも本当に素晴らしい牝馬ですね」とコメントした。
その後、6歳を迎える2023年も現役続行することが発表された。

### 6歳（2023年）
2月25日に開催予定のG3ネオムターフカップに選出されていたが、2月7日の調教後に左前の歩様が少し乱れたことからレントゲン検査を実施したところ、骨に異常はなかったものの深管に硬さと触診反応を示し、獣医師から一週間の運動は控えるといった診断が下されたため、ネオムターフカップの選出を辞退することが発表された。
5月17日には福島県のノルマンディーファーム小野町から北海道のノルマンディーファームに移動し、春を全休して心身のリフレッシュを図りつつ乗り込みを進めていた。その後は復帰を目指して10月中旬を目途に再度ノルマンディーファーム小野町に移動する予定だったが、同月5日の調教後に跛行が見られ、レントゲンとエコー検査を実施したところ、右前肢繋靭帯付着部から体部にかけて腫張および触診痛が認められ、獣医師からは体部繋靭帯炎を再発していると診断が下された。そのため、杉山調教師との協議の結果、10月6日にノルマンディーオーナーズクラブによって引退が発表された。競走馬引退後は北海道新ひだか町の岡田スタッドで繁殖牝馬となる。杉山調教師はノルマンディーオーナーズクラブの公式サイトにおいて、「引退の第一報を受けまして、とうとうこの日が来てしまったかと心にポッカリ穴が空いたような寂しい感覚です。会員の方々やファンの皆様に支えられて、史上初無敗の牝馬三冠を成し得たデアリングタクト。経験させられたこと、もたらしてくれたものの大きさに、感謝の言葉が尽きません。彼女のおかげで厩舎の今があると思っていますし、私自身にとってもかけがえのない特別な存在です。この後も大事な仕事が控えていますが、まずはお疲れ様。本当にありがとうとデアリングに伝えたいと思います」とコメントしている。そして、10月12日をもって、JRAとしての競走馬登録を正式に抹消した。

## 競走成績
以下の内容は、netkeiba.com、香港ジョッキークラブの情報に基づく。
| 競走日     | 競馬場 | 競走名           | 格  | 距離（馬場）  | 頭 数 | 枠 番 | 馬 番 | オッズ（人気） | 着順 | タイム （上り3F） | 着差  | 騎手          | 斤量 [kg] | 1着馬（2着馬）         | 馬体重 [kg] |
| ---------- | ------ | ---------------- | --- | ------------- | ----- | ----- | ----- | -------------- | ---- | ----------------- | ----- | ------------- | --------- | ---------------------- | ----------- |
| 2019.11.16 | 京都   | 2歳新馬          |     | 芝1600m（良） | 11    | 3     | 3     | 004.80（2人）  | 01着 | R1:37.8（34.8）   | -0.2  | 0松山弘平     | 54        | （ノーセキュリティ）   | 464         |
| 2020.02.08 | 京都   | エルフィンS      | L   | 芝1600m（良） | 12    | 6     | 8     | 004.80（3人）  | 01着 | R1:33.6（34.0）   | -0.7  | 0松山弘平     | 54        | （ライティア）         | 466         |
| 0000.04.12 | 阪神   | 桜花賞           | GI  | 芝1600m（重） | 18    | 5     | 9     | 004.20（2人）  | 01着 | R1:36.1（36.6）   | -0.2  | 0松山弘平     | 55        | （レシステンシア）     | 466         |
| 0000.05.24 | 東京   | 優駿牝馬         | GI  | 芝2400m（良） | 18    | 2     | 4     | 001.60（1人）  | 01着 | R2:24.4（33.1）   | -0.1  | 0松山弘平     | 55        | （ウインマリリン）     | 466         |
| 0000.10.18 | 京都   | 秋華賞           | GI  | 芝2000m（稍） | 18    | 7     | 13    | 001.40（1人）  | 01着 | R2:00.6（35.8）   | -0.2  | 0松山弘平     | 55        | （マジックキャッスル） | 480         |
| 0000.11.29 | 東京   | ジャパンC        | GI  | 芝2400m（良） | 15    | 3     | 5     | 003.70（3人）  | 03着 | R2:23.2（34.4）   | -0.2  | 0松山弘平     | 53        | アーモンドアイ         | 474         |
| 2021.03.14 | 中京   | 金鯱賞           | GII | 芝2000m（重） | 10    | 1     | 1     | 001.40（1人）  | 02着 | R2:01.8（36.1）   | -0.0  | 0松山弘平     | 55        | ギベオン               | 470         |
| 0000.04.25 | 沙田   | QEII世C          | G1  | 芝2000m（良） | 7     | 1     | 6     | 002.50（1人）  | 03着 | R2:01.43          | -0.21 | 0松山弘平     | 55.5      | Loves Only You         | 464         |
| 2022.05.15 | 東京   | ヴィクトリアM    | GI  | 芝1600m（良） | 18    | 1     | 1     | 008.40（5人）  | 06着 | R1:32.7（33.6）   | -0.5  | 0松山弘平     | 55        | ソダシ                 | 486         |
| 0000.06.26 | 阪神   | 宝塚記念         | GI  | 芝2200m（良） | 17    | 4     | 7     | 007.30（4人）  | 03着 | R2:10.3（36.0）   | -0.6  | 0松山弘平     | 56        | タイトルホルダー       | 480         |
| 0000.09.25 | 中山   | オールカマー     | GII | 芝2200m（良） | 13    | 6     | 8     | 002.00（1人）  | 06着 | R2:13.7（35.7）   | -1.0  | 0松山弘平     | 54        | ジェラルディーナ       | 484         |
| 0000.11.13 | 阪神   | エリザベス女王杯 | GI  | 芝2200m（重） | 18    | 2     | 4     | 004.30（1人）  | 06着 | R2:14.0（36.5）   | -1.0  | 0松山弘平     | 56        | ジェラルディーナ       | 486         |
| 0000.11.27 | 東京   | ジャパンC        | GI  | 芝2400m（良） | 18    | 4     | 8     | 013.00（5人）  | 04着 | 02:23.9（33.7）   | -0.2  | 0T.マーカンド | 55        | ヴェラアズール         | 484         |

- 香港の競走の「枠番」にはゲート番を記載
- 香港のオッズ・人気は香港ジョッキークラブのもの

## 繁殖成績
|      | 誕生年 | 馬名                       | 毛色 | 父         | 性 | 厩舎 | 馬主 | 戦績 | 出典    |
| ---- | ------ | -------------------------- | ---- | ---------- | -- | ---- | ---- | ---- | ------- |
| 初仔 | 2025年 | （デアリングタクトの2025） |      | ベンバトル | 牡 |      |      |      | [ 116 ] |

## 血統表
| デアリングタクトの血統          | デアリングタクトの血統                                                 | デアリングタクトの血統                                                 | （血統表の出典）                                                       | （血統表の出典）    |
| 父系                            | ロベルト系                                                             | ロベルト系                                                             | ロベルト系                                                             | [ § 2 ]             |
| 父 エピファネイア 2010 鹿毛     | 父の父*シンボリクリスエス 1999 黒鹿毛                                  | Kris S.                                                                | Roberto                                                                | Roberto             |
| 父 エピファネイア 2010 鹿毛     | 父の父*シンボリクリスエス 1999 黒鹿毛                                  | Kris S.                                                                | Sharp Queen                                                            |                     |
| 父 エピファネイア 2010 鹿毛     | 父の父*シンボリクリスエス 1999 黒鹿毛                                  | Tee Key                                                                | Gold Meridian                                                          | Gold Meridian       |
| 父 エピファネイア 2010 鹿毛     | 父の父*シンボリクリスエス 1999 黒鹿毛                                  | Tee Key                                                                | Tri Argo                                                               |                     |
| 父 エピファネイア 2010 鹿毛     | 父の母シーザリオ 2002 青毛                                             | スペシャルウィーク                                                     | *サンデーサイレンス                                                    | *サンデーサイレンス |
| 父 エピファネイア 2010 鹿毛     | 父の母シーザリオ 2002 青毛                                             | スペシャルウィーク                                                     | キャンペンガール                                                       |                     |
| 父 エピファネイア 2010 鹿毛     | 父の母シーザリオ 2002 青毛                                             | *キロフプリミエール                                                    | Sadler's Wells                                                         | Sadler's Wells      |
| 父 エピファネイア 2010 鹿毛     | 父の母シーザリオ 2002 青毛                                             | *キロフプリミエール                                                    | Querida                                                                |                     |
| 母 デアリングバード 2011 黒鹿毛 | 母の父キングカメハメハ 2001 鹿毛                                       | Kingmambo                                                              | Mr. Prospector                                                         | Mr. Prospector      |
| 母 デアリングバード 2011 黒鹿毛 | 母の父キングカメハメハ 2001 鹿毛                                       | Kingmambo                                                              | Miesque                                                                |                     |
| 母 デアリングバード 2011 黒鹿毛 | 母の父キングカメハメハ 2001 鹿毛                                       | *マンファス                                                            | *ラストタイクーン                                                      | *ラストタイクーン   |
| 母 デアリングバード 2011 黒鹿毛 | 母の父キングカメハメハ 2001 鹿毛                                       | *マンファス                                                            | Pilot Bird                                                             |                     |
| 母 デアリングバード 2011 黒鹿毛 | 母の母デアリングハート 2002 栃栗毛                                     | *サンデーサイレンス                                                    | Halo                                                                   | Halo                |
| 母 デアリングバード 2011 黒鹿毛 | 母の母デアリングハート 2002 栃栗毛                                     | *サンデーサイレンス                                                    | Wishing Well                                                           |                     |
| 母 デアリングバード 2011 黒鹿毛 | 母の母デアリングハート 2002 栃栗毛                                     | *デアリングダンジグ                                                    | Danzig                                                                 | Danzig              |
| 母 デアリングバード 2011 黒鹿毛 | 母の母デアリングハート 2002 栃栗毛                                     | *デアリングダンジグ                                                    | Impetuos Lady                                                          |                     |
| 母系(F-No.)                     | (FN:1-l)                                                               | (FN:1-l)                                                               | (FN:1-l)                                                               | [ § 3 ]             |
| 5代内の近親交配                 | サンデーサイレンス 4×3=18.75%、Hail to Reason 5×5、Northern Dancer 5×5 | サンデーサイレンス 4×3=18.75%、Hail to Reason 5×5、Northern Dancer 5×5 | サンデーサイレンス 4×3=18.75%、Hail to Reason 5×5、Northern Dancer 5×5 | [ § 4 ]             |
| 出典                            | 1. 2. 3. 4.                                                            | 1. 2. 3. 4.                                                            | 1. 2. 3. 4.                                                            | 1. 2. 3. 4.         |

- 2代母デアリングハートは重賞3勝を挙げ、GIでも2005年桜花賞3着など好走した活躍馬。
  - 父の母シーザリオが同年の桜花賞で2着[注 13]になっていることから、本馬の桜花賞制覇は「祖母たちの夢を叶える勝利[119]」、「15年越しの白星[120]」、「時を経て2頭の願いが叶った桜花賞[121]」とも称された。
- デアリングハートの半兄にEcton Park（1999年スーパーダービー）[122]、ピットファイター（武蔵野ステークス、アンタレスステークス、マーキュリーカップ）[123]がいる。
- 3代母デアリングダンジグの半姉に米G1競走3勝のBanker's Lady[124]がいる。